# ソット・ポーリン
ソット・ポーリン（Soth Polin,1943年- ）はカンボジアの作家、ジャーナリスト。

## 略歴
コンポンチャム州に生まれる。プノンペン大学人文学部仏文学科を卒業したのち、哲学教師となる。1964年に長編小説第1作『意味なき人生』を発表。その後、長編『慈悲なき姿態』（1967年）、『冒険者』（1969年）を「哲学小説」や「実存主義小説」として発表したが、カンボジアの伝統的価値観とは異なる女性像や描写のため発禁処分となった。短編集『おぼしめしのままに』（1969年）では、想像力を働かせるのが好きだが人づきあいの苦手な青年、妻に見捨てられる夫などの人物を主人公にしている。
ジャーナリストとしては、1966年に国営クメール通信の記者をつとめたのち、1968年に新聞「コ・サンテピアップ」を創刊。1969年には「ノーコー・トム」を創刊し「クメール・アエカリアチ」紙の編集者となる。1970年代にはカンボジア・ジャーナリスト協会会長もつとめた。1974年にフランスへ渡り、アメリカ合衆国へ移住して創作活動を続ける。

## 主な著作
日本語訳
- 『現代カンボジア短編集』　岡田知子編訳、大同生命国際文化基金〈アジアの現代文芸シリーズ〉、2001年。 - 短編集『おぼしめしのままに』から全作品を翻訳

1. 「ひとづきあい」
2. 「僕に命令しておくれ」
3. 「変わりゆくもの」
4. 「おぼしめしのままに」